# 塩川幸次郎
塩川 幸次郎（しおかわ こうじろう、1849年8月8日〈嘉永2年6月20日〉 - 没年不明）は、日本の銀行家、篤農家、長野県の大地主、長野県多額納税者。佐久銀行監査役。族籍は長野県平民。

## 人物
長野県平民・塩川幸左衛門の長男。阿部四之助、塩川幸太、塩川賢三、塩川三四郎の叔父である。農業を営み、大地主である。1887年、家督を相続する。佐久銀行監査役である。住所は長野県北佐久郡三岡村（現小諸市）。

## 家族・親族
塩川家
- 父・幸左衛門[1][3]
- 妻・まさ（1856年 - ?、長野、小山萬五郎の長女）[1][3]
- 長男・一郎[3]（1876年 - ?、長野県多額納税者、佐久鉄道取締役[4]、佐久銀行監査役）
  - 妻・さと（1881年 - ?、長野、小山勝治の妹）[1][3]
- 長女[3]
- 二女[3]
- 孫[3]

親戚
- 塩川賢三[4]（深志倉庫社長）
- 塩川幸太（衆議院議員）
- 塩川三四郎（北海道拓殖銀行副頭取）